# Onobrychis pallida
Onobrychis pallida là một loài thực vật có hoa trong họ Đậu. Loài này được Boiss. & Kotschy miêu tả khoa học đầu tiên.